# Франция на «Евровидении-2014»

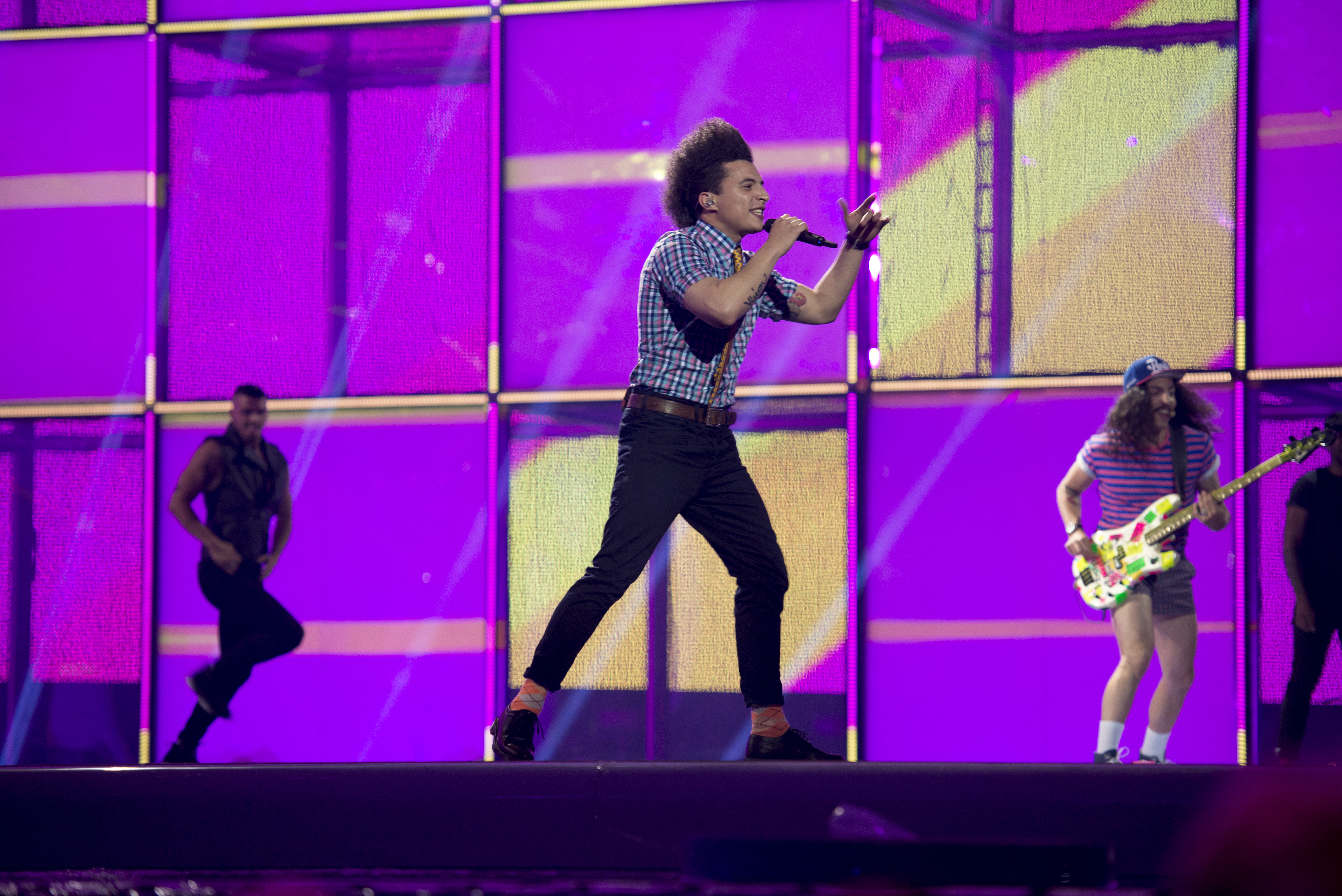

Франция принимала участие в конкурсе песни «Евровидение 2014» в Копенгагене, Дания. Представитель был выбран путём национального отбора, организованным французским национальным вещателем «France 3».

## Национальный отбор
4 ноября 2013 года «France 3» объявила, что будет организовать национальный финал, для того чтобы выбрать представителя который будет представлять Францию на «Евровидение 2014». Это знаменует собой возвращение к национальной процедуре отбора от французского вещателя, который в прошлых годах предпочитал место внутреннему отбору. В начале октября 2013 года, «France 3» открыла срок подачи заявок для заинтересованных исполнителей представить свои записи, с критериями что представленные песни должны были быть на французском языке. Крайний срок подачи заявок был до 24 ноября 2013 года.
«France 3», в сотрудничестве с «France Bleu», объявили конкурс открытым для публики, где участникам было необходимо ответить на три вопроса, связанных с Евровидением чтобы распределить кандидатов по полуфиналам. Победителем была возможность быть частью приемной комиссии для национального финала. 26 ноября 2013 года, в разделе комитета, состоящего из профессионалов музыкальной индустрии: Лорана Бэнтата, Бруно Бербереса, Лауры Чес, Марии Де Виво, Валерии Мишелин и Франка Саурата; представителей «France Télévisions»: Тьерри Ланглуа, Янна Чапеллона, Марии Кларии Мезеретте, Фредерика Валечака и Оливье Даубе; представителей «France Bleu»: Доминика Баурона; фаната Евровидения: Фарука Валлетте и победителя открытого конкурса, Морган Бурети были созванны, чтобы выбрать три кандидатуры в национальном финале. Четырнадцать членов завершили отбор в два тура голосования: в первом раунде была выбрана пятёрка песен после прослушивания из представленных материалов и второй тур был выбран в первую тройку. 27 ноября 2013 года, Дэстан, Джоанна и Твин были объявлены как кандидаты, которые будут конкурировать на национальном финале.
Три кандидата представили свои песни в специальном издании французской телевизионной программы Les chansons d'abord 26 января 2014 года, который вела участница «Евровидение 2001» от Франции Наташа Сен-Пьер. В дополнение к шоу конкурирующих песен, шоу также вели: победительница «Евровидение 1977» Мари Мириам, французский участник «Евровидение 2011» Амори Вассили а также участница «Евровидение 2012» Анггун. После представления, телезрители имели возможность проголосовать за своё любимое вступления между 26 и 23 февраля 2014 года. В течение этого времени, песни имели шанс на ротацию на «France 3» и «France Bleu». Голоса от телезрителей сочетались с голосами в жюри, где и выбрали победную песню и представителя от Франции. Результат национального финала был объявлен 2 марта 2014 года.
| № | Исполнитель | Песня        | Перевод     | Музыка (м) / Текст (т)                                                     |
| - | ----------- | ------------ | ----------- | -------------------------------------------------------------------------- |
| 1 | Destan      | «Sans toi»   | Без тебя    | L'aura Marciano (м), Cheyenne (т)                                          |
| 2 | Joanna      | «Ma liberté» | Моя свобода | Gerard James Borg (м), Philip Vella (м), Sean Vella (м), Yves Guillon (т)  |
| 3 | «Twin Twin» | «Moustache»  | Усы         | Pierre Beyres (м), Kim N'Guyen (м), Lorent Idir (т), François Ardouvin (т) |

## На Евровидении
Как член «Большой пятёрки», Франция автоматически имела право на место в финале, который состоится 10 мая 2014 года. В дополнении Франции был передан шанс голосовать в первом полуфинале который прошёл 6 мая 2014 года.
10 мая в финале участник занял последнее (26) место, набрав 2 очка, что является худшим результатом Франции на конкурсе.